# Herreys

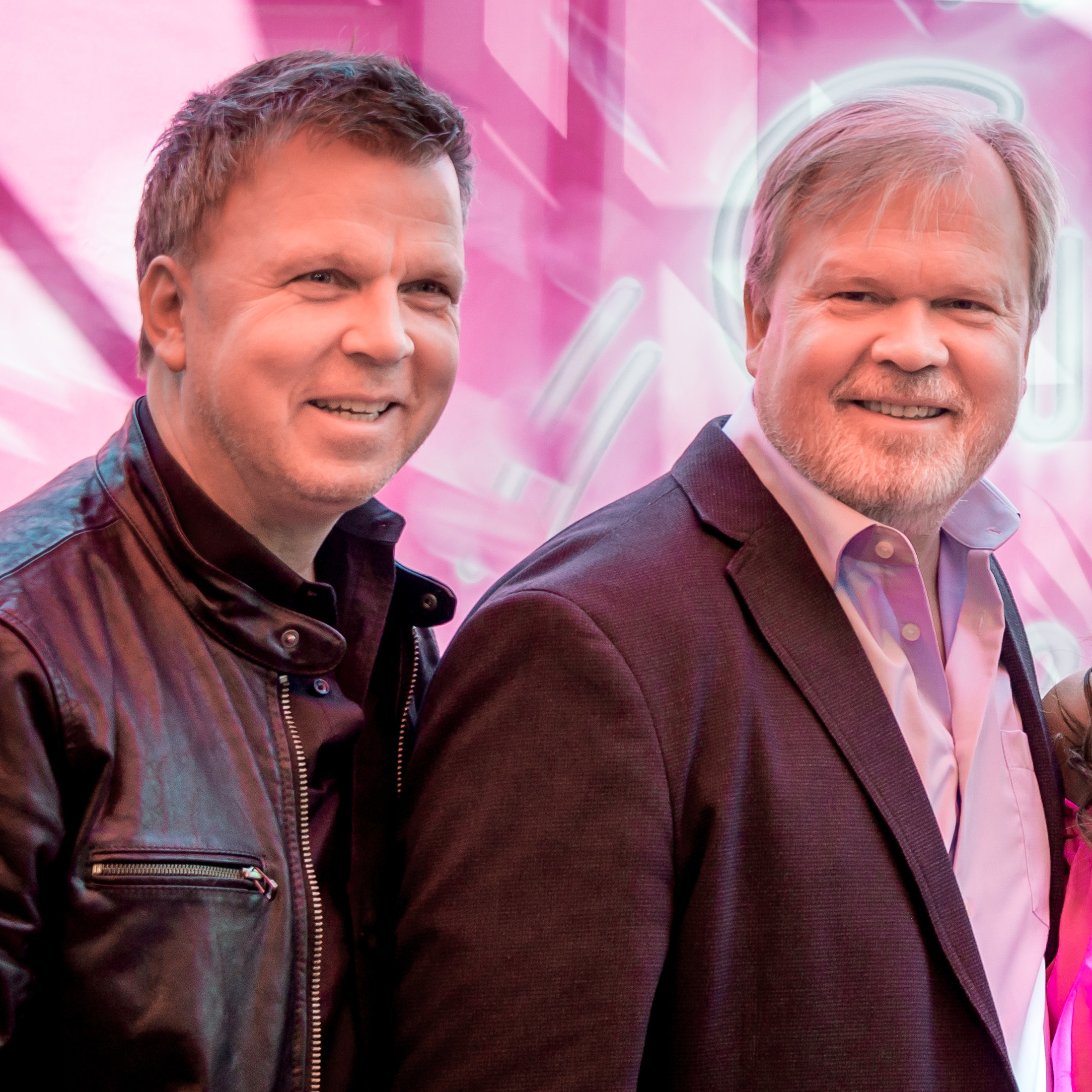
Richard & Per 2016

De Herreys of  Herrey's was een Zweedse popgroep die uit drie broers bestond, Richard, Louis en Per Herrey (1971-1987, 1995).
In het begin behoorde ook hun zus Marie tot de groep (1971-1977)
Van deze broers wordt gezegd dat ze de eerste moderne Europese boyband waren. Te danken aan de combinatie van zang, dans en het bespelen van instrumenten. Iets wat sindsdien bij boybands een vast kenmerk is geworden.
In 1984 wonnen ze Melodifestivalen en mochten ze hun vaderland vertegenwoordigen op het Eurovisiesongfestival in Luxemburg. Het was een jaar met heel sterke deelnemers, maar toch konden ze Zweden een tweede songfestivalzege bezorgen met het aanstekelijke Diggi-loo Diggi-ley. In 2005 maakte Richard nog zijn opwachting bij Congratulations, de verjaardagsshow van het songfestival. In februari van 2006 bracht hij ook zijn eerste solo-album uit, Jag e Kung.
Tijdens de finale van het Eurovisiesongfestival op 10 mei 2014 waren de Herreys te zien in een filmpje over het museum dat de geschiedenis bevat over het Songfestival. Al zingend in het Zweeds (Diggi-loo Diggi-ley) passeren ze een van de presentatoren in kleding die ze ook droegen in 1984, compleet met gouden schoenen. Richard, Per en Johnny Logan waren zelf ook aanwezig in het publiek van de finale en kwamen zelfs even kort in beeld.
Van Herrey's hadden vooral de critici zeer hoge verwachtingen na de overwinning op het songfestival, velen hoopten op een zogeheten "ABBA-effect" waarbij er bijvoorbeeld non-stop internationale hits zouden komen. Maar die status heeft Herrey's nooit weten te bereiken.
Daar sliepen Per, Richard en Louis echter niet minder om. Ze wilden vooral zichzelf blijven. Ook hun succes was er niet minder om, hun muziek verkocht vooral heel goed in de Scandinavische landen en hadden daar hun grootste hits. Hun muziek is zelfs tot in Azië geraakt.
Hoogtepunten zijn o.a. het winnen van maar liefst drie songfestival competities op een rij en hun muzikaal bezoek aan het toenmalige Rusland. Ze waren de eerste Westerse pop/rock groep die daar mochten optreden. In de jaren '80 behoorde ze tot een van de meest succesvolste en best verkopende artiesten in Zweden.
Alhoewel de mannen altijd blij zijn geweest met hun succes hebben ze toch een ietwat nare smaak aan hun eurovisiesongfestival overwinning overgehouden, 'Diggi-loo Diggi-ley' kwam met een slecht imago waar de mannen niet van af konden komen. Om die reden hebben ze zich vanaf 1986 voor vele jaren 'Herrey' genoemd en begonnen ze in de eerste instantie hun focus te leggen op stevige rock.
Een make-over met een nieuw imago dat totaal afweek van hun eerdere werk.
Na 1987 zijn de mannen altijd wel blijven optreden met o.a. covers, eigen repertoire voor nostalgie of hier en daar een nieuw nummer, maar wel op zijn tijd in mindere mate. Hun laatste jaar waarin ze actief de focus hebben gehad op het schrijven, opnemen en uitbrengen van nieuw materiaal met een nieuw studioalbum was in 1995. Dat was een eenmalige comeback na acht jaar stilte.

## Geschiedenis
Toen Richard zeven jaar was, liep hij tijdens een vakantie met zijn vader in Spanje op straat. Hij hoorde op een gegeven moment muziek vanuit een raam en danste op de muziek. Vader Willy stond versteld en besloot voort te bouwen op Richards talenten. Per speelde op jonge leeftijd al gitaar en componeerde zijn eigen liedjes. Het duurde niet lang voordat er besloten werd een popgroep op te richten bestaande uit Louis, Per, Richard en Marie Herrey.
In de jaren zeventig gaven ze regelmatig optredens met zelfgemaakte liedjes. Eind jaren zeventig verliet zus Marie de groep, omdat ze andere interesses had.
Om hun talenten verder te ontwikkelen besloot de vader met het gezin in 1981 te verhuizen naar Los Angeles om daar een dans- en showopleiding te volgen. Hierdoor spraken de broers later vloeiend Engels. Ze begonnen met hun opleiding aan de Dupree Dance Academy. Met name Richard werd gevraagd voor diverse commercials en hij had een klein rolletje in de televisieserie 'Fame' als danser.
In het jaar 1984 beleefden de Herreys hun hoogtepunt. Ze wonnen het Eurovisiesongfestival en waren sindsdien niet meer weg te slaan bij het Zweedse publiek. Ze maakten vele liedjes en albums die goed ontvangen werden in Zweden, maar ze konden het succes dat ze hadden met Diggi-loo Diggi-ley niet meer evenaren. Daardoor lukte het niet meer om in de internationale hitlijsten te staan.
Na de single 'Din telefon' veranderde de groep in 1986 van stijl en uiterlijk: van brave fashion-jongetjes in het popgenre stapte de groep over naar rock-'n-roll. In 1987 besloot Louis om uit de groep te stappen, nadat ze hadden opgetreden in Tivoli Kopenhagen. Hiermee viel ook meteen het besluit om te stoppen met de popgroep. Een nieuw studioalbum zat er niet meer in, maar wel brachten ze een livealbum uit van hun laatste optreden in Tivoli met bijhorende single.
Sindsdien zijn de broers elk een andere weg ingeslagen, maar hebben nog zeer goed contact met elkaar. Per is onder meer advocaat en schrijver, Louis is leraar in the Church of Jesus Christ of Latter-day Saints en Richard bracht in 1989 zijn eerste solosingle uit 'Who`s responsible'. Hij is de enige van de drie broers die nog actief is in de media en optreedt.
Van al hun nummers zijn diverse versies gemaakt die echter tot op heden niet allemaal zijn uitgebracht. Albums als Herreys Story en Gyllene Hits hebben hiervan gebruikgemaakt en een groot gedeelte daarvan uitgebracht.

## De reünies
In 1995 kwamen de broers na zeven jaar weer bij elkaar om een album op te nemen.
De Herreys maken tegenwoordig geen nummers meer, maar treden af en toe op om een medley te zingen of om Diggi-loo Diggi-ley ten gehore te brengen.
Er wordt vaak opgemerkt dat Richard bij reünies de frontman is en de hoofdzang op zich neemt tijdens het uitvoeren van Diggi-loo Diggi-ley in plaats van Per die oorspronkelijk de hoofdzang deed. Richard heeft tegenwoordig meer landelijke bekendheid als artiest en Per heeft zich eind jaren tachtig teruggetrokken uit de media (hij is advocaat); daarom is het logischer dat Richard de frontman is.

## Songfestivals
Ze hebben er in totaal drie gewonnen:
Melodifestivalen: Grand Prix (1984),
Eurovisie songfestival (1984), en
Sopot `85 (1985).

## Discografie
In 1980 tekenden ze een contract bij platenlabel 'Mariann' en in 1986 stapten ze over naar 'Laser Music' vanwege onenigheden met het vorige label. Voor 'Där vindarna möts' tekenden ze een contract met 'Pickwick Music'. 'Kavan' bracht in 1995 enkele oude albums van hen opnieuw uit op CD. Voor de compilatiealbums hebben meerdere platenlabels de cd's uitgebracht zoals 'Rhino', 'Warner Swede' en 'As is'. Tegenwoordig is hun muziek ook te streamen en te vinden als digitale download. De eerste vier albums staan inmiddels online uit handen van Harmon en Universal Music.
Studioalbums:
- Herrey`s (Een studioalbum dat afgerond was maar wegens drukte met het voorbereiden op het eurovisiesongfestival nooit is uitgebracht.) (1983)
- Diggi-loo Diggi-ley (LP/MC: 1984 - Digitaal: 2011)
- Crazy People (LP/MC: 1985 - Digitaal: 2017)
- Not Funny (LP/MC: 1985 - Digitaal: 2017)
- Different I's (LP/MC: 1986 - CD: 1986,1995 - Digitaal: 2019)
- Där Vindarna Möts (CD/MC: 1995)

EP`s:
- Varje Liten Droppe Regn (LP/MC: 1984)
- Herrey (CD: 1992) (in beperkte oplage en in eigen beheer uitgebracht)

Livealbum:
- Live in Tivoli (LP/MC: 1987, CD: 1987,1995 - Digitaal: 2018)

Compilatieablums:
- Herrey's (The best of the Herrey's) (LP: 1985)
- Herreys Story (LP/MC/CD: 1986)
- The Hits (CD: 1995)
- Gyllene Hits (CD: 2002)
- Greatest hits (CD: 2010)

## Singles
- "Crazy people" / "I'm so sorry" (1981)
- "You" / "I see the love" (1983)
- "Kall som is" / "Mirror, mirror" (1984)
- "Kall som is" / "Hey boy, hey girl" (1984)
- "Mirror, mirror" / Every song you sing (1984)
- "Mirror, mirror" / Turn, Turn, Turn (1984)
- "Diggi-loo Diggi-ley" / "Mirror, mirror" (1984)
- "Diggi-loo Diggi-ley" (Zweedse versie / Engelse versie) (1984)
- "Diggi-loo Diggi-ley" / "Every song you sing" (1984)
- "Diggi-loo Diggi-ley" / "Mitt hjärta slår samma slag" (1984)
- "Summerparty" / " People say it's in the air" (1985)
- "People say it's in the air" / "I'm so sorry" (1985)
- "Varje liten droppe regn" (EP) (1985)
- "People from Ibiza" / "Sommarparty" (1985)
- "Din telefon" / "Why Why" (1985)
- "Din telefon" / "Candy Girl" (1985)
- "Chinese Temptation" / "Sweet Love" (7 inch) (1986)
- "Chinese Temptation" / "Sweet Love" (12 inch) (1986)
- "Freedom" / "Little Pretty Girl" (1987)
- "Min ensamma vrå" / "Livet i dig" (1995)
- "Öppna dina ögon" / "Hanna" (1995)
- "Här vill jag leva" / "Hon ger dig allt" (1995)

| Single met eventuele hitnotering(en) in de Nederlandse Top 40 | Datum van verschijnen | Datum van binnenkomst | Hoogste positie | Aantal weken | Opmerkingen                                |
| ------------------------------------------------------------- | --------------------- | --------------------- | --------------- | ------------ | ------------------------------------------ |
| Diggi-loo Diggi-ley                                           | 1984                  | 19-5-1984             | 5               | 8            | #4 in de Nationale Hitparade / Alarmschijf |